# Xã Perham, Quận Otter Tail, Minnesota
Xã Perham (tiếng Anh: Perham Township) là một xã thuộc quận Otter Tail, tiểu bang Minnesota, Hoa Kỳ. Năm 2010, dân số của xã này là 827 người.